# كوهي هاسيغاوا
كوهي هاسيغاوا (باليابانية: 長谷川恒平؛ بالكانا: はせがわ こうへい) هو مصارع رياضي ياباني، ولد في 22 نوفمبر 1984 في يايزو في اليابان.

## وصلات خارجية
- كوهي هاسيغاوا على موقع قاعدة بيانات المصارعة الدولية (الإنجليزية)
- كوهي هاسيغاوا على موقع أوليمبيديا (الإنجليزية)